# Носса-Сеньора-да-Эшпетасан (Кампу-Майор)
Носса-Сеньора-да-Эшпетасан (порт. Nossa Senhora da Expectação) — район-фрегезия в Португалии, входит в округ Порталегре. Является составной частью муниципалитета Кампу-Майор. По старому административному делению входил в провинцию Алту-Алентежу. Входит в экономико-статистический субрегион Алту-Алентежу, который входит в Алентежу. Население составляет 3788 человек на 2001 год. Занимает площадь 105,17 км².
Покровителем района считается Дева Мария (порт. Nossa Senhora do Ó).